# Shahe Xiang (socken i Kina)
Shahe Xiang (kinesiska: 沙河, 沙河乡) är en socken i Kina. Den ligger i provinsen Yunnan, i den sydvästra delen av landet, omkring 340 kilometer sydväst om provinshuvudstaden Kunming. Antalet invånare är 31 217. Befolkningen består av 14 635 kvinnor och 16 582 män. Barn under 15 år utgör 18,0 %, vuxna 15-64 år 74 %, och äldre över 65 år 6,0 %.
Genomsnittlig årsnederbörd är 1 374 millimeter. Den regnigaste månaden är juli, med i genomsnitt 383 mm nederbörd, och den torraste är februari, med 5 mm nederbörd.